# 兰托
兰托（法語：Lintot，法語發音：[lɛ̃to]）是法国滨海塞纳省的一个市镇，属于勒阿弗尔区。

## 地理
兰托（49°33'47"N, 0°34'6"E）面积8 平方千米，位于法国诺曼底大区滨海塞纳省，该省份为法国北部沿海省份，其西部及北部濒大西洋英吉利海峡，东起顺时针与索姆省、瓦兹省、厄尔省和卡爾瓦多斯省接壤。
与兰托接壤的市镇（或旧市镇、城区）包括：伯兹维莱特、格朗康、格吕谢-勒瓦拉斯、利勒博讷、拉特里尼泰迪蒙、特鲁维尔、塞纳河畔热罗姆港。

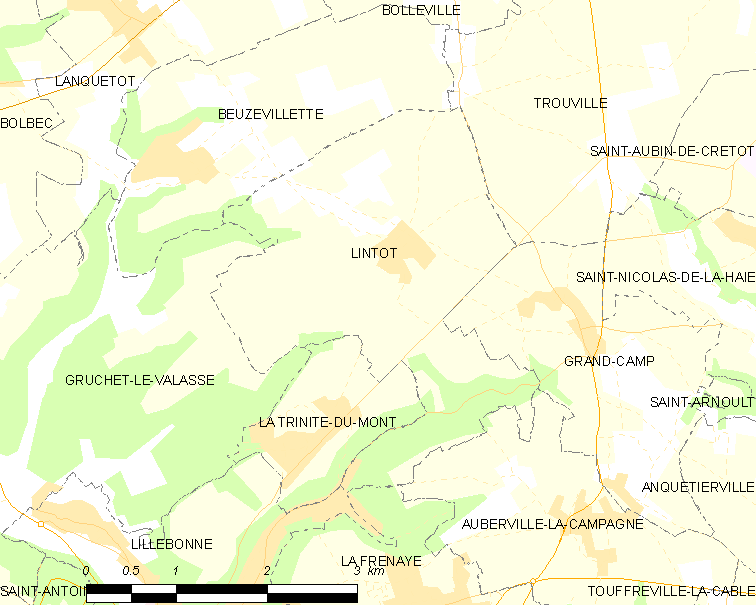
兰托的OSM定位图

兰托的时区为UTC+01:00、UTC+02:00（夏令时）。

## 行政
兰托的邮政编码为76210，INSEE市镇编码为76388。

## 政治
兰托所属的省级选区为塞纳河畔热罗姆港县。

## 人口

1962-2008年间兰托人口变化图示

兰托于2022年1月1日时的人口数量为479人。